# Morten Sæther
Morten Sæther, né le 13 mai 1959 à Lillehammer, en Norvège, est un coureur cycliste norvégien.
Coureur complet, il est 13 fois champion de Norvège de cyclisme et ce aussi bien sur route que sur piste, en individuel ou par équipes. Il a également participé aux Jeux olympiques d'été de 1984 à Los Angeles où il termina à la 4e place de la course en ligne.

## Palmarès
- 1978
  -  Champion de Norvège du contre-la-montre par équipes

- 1979
  -  Champion de Norvège du contre-la-montre par équipes
  - Tour de Berlin
  - Roserittet DNV GP
  - 3e du Championnat du monde du contre-la-montre de 100 km par équipes

- 1980
  -  Champion de Norvège de poursuite par équipes
  - 7e étape du Tour d'Autriche
  - 2e du Sealink International Grand Prix
    - Meilleur grimpeur

  - 2e du Tour d'Autriche
  - 2e du Gran Premio Palio del Recioto

- 1981
  -  Champion de Norvège sur route
  -  Champion de Norvège du contre-la-montre
  -  Champion de Norvège du contre-la-montre par équipes
  - Gran Premio Palio del Recioto
  - 2e étape de la Milk Race
  - 7e étape du Tour de Rhénanie-Palatinat

- 1982
  -  Champion de Norvège du contre-la-montre par équipes
  - Tour de Vénétie et des Dolomites
  - 2e du Gran Premio Palio del Recioto

- 1983
  -  Champion de Norvège sur route
  -  Champion de Norvège du contre-la-montre
  -  Champion de Norvège de poursuite
  -  Champion de Norvège du contre-la-montre par équipes
  - Tour de Berlin
  - Prologue du Tour de Suède

- 1984
  - 4e de la course en ligne aux Jeux olympiques

- 1986
  - 2e du Gran Premio Pretola
  - 3e du Tour de Lombardie amateurs

- 1987
  -  Champion de Norvège du contre-la-montre
  -  Champion de Norvège du contre-la-montre par équipes
  - 3e étape de la Course de la Paix
  - 2e du Gran Premio Pretola